# Charlot papa
Pour plus de détails, voir Fiche technique et Distribution.
Charlot papa (His Trysting Place) est une comédie burlesque américaine de et avec Charlie Chaplin, sortie le 9 novembre 1914.

## Synopsis
Charlot est un mauvais père : il renverse de l'eau bouillante près de son enfant, le transporte comme un bagage et le laisse jouer avec un révolver. Mabel, sa femme, n'en peut plus et lui fait comprendre. Pour éviter la dispute, Charlot sort manger au bar, et promet de ramener un cadeau pour le bébé.
Ambrose sort également pour aller manger et rejoindre sa femme au parc, mais avant de partir la jeune Clarice lui demande de poster un mot donnant rendez-vous à son petit ami. Ambrose accepte, glisse le mot dans son manteau puis s'en va.
Charlot et Ambrose se rencontrent au bar. Charlot est énervé par le bruit que fait Ambrose en mangeant sa soupe, et une dispute, puis une bagarre générale éclatent. Ambrose s'enfuit, et dans la précipitation se trompe de manteau et prend celui de Charlot, avec le cadeau du bébé dedans. Charlot, qui se retrouve donc - sans s'en rendre compte - avec le manteau d'Ambrose, rentre chez lui. Mabel découvre alors le mot de Clarice et en déduit que son mari le trompe. Une nouvelle dispute éclate, et Charlot s'enfuit à toutes jambes, suivi de près par Mabel.
Charlot, désespéré et ne comprenant pas ce qui lui arrive, raconte ses malheurs à la première dame qu'il croise, en l'occurrence la femme d'Ambrose. Pour Mabel, il s'agit là de sa rivale. La femme d'Ambrose découvre quant à elle le cadeau - un biberon - et s'imagine que son mari a un enfant caché.
Après une nouvelle bagarre, les deux hommes comprennent ce qui s'est passé, et calment leurs épouses, confuses. Charlot rend alors le mot à la femme d'Ambrose, pour qui une nouvelle dispute conjugale éclate.

## Fiche technique
- Titre original : His Trysting Place
- Titre français : Charlot papa ; Charlot bon mari[1]
- Réalisation : Charlie Chaplin
- Scénario : Charlie Chaplin
- Photographie : Frank D. Williams
- Montage : Charlie Chaplin (non crédité)
- Production : Mack Sennett
- Société de production : Keystone
- Société de distribution : Mutual Film (1914)
- Pays d’origine :  États-Unis
- Langue : titres en anglais
- Format : Noir et blanc - 35 mm - 1,33:1  -  Muet
- Genre : comédie
- Durée : 20 minutes - deux bobines (610 mètres)
- Dates de sortie :
  - États-Unis : 9 novembre 1914
  - Espagne : 22 avril 1916
  - France : 8 septembre 1922(ressortie)[2]
- Licence : Domaine public

## Distribution
- Charlie Chaplin : Clarence
- Mabel Normand : Mabel
- Mack Swain : Ambrose
- Phyllis Allen : la femme d'Ambrose
- Helen Carruthers : Clarice (non créditée)
- Glen Cavender : le cuisinier/le policier (non crédité)
- Frank Hayes : l'homme au chapeau melon (non crédité)